# František Koláček
František Koláček (9. října 1851 Slavkov u Brna – 8. prosinec 1913 Královské Vinohrady) byl český matematik, fyzik, profesor na pražské univerzitě a technice v Brně.

## Život

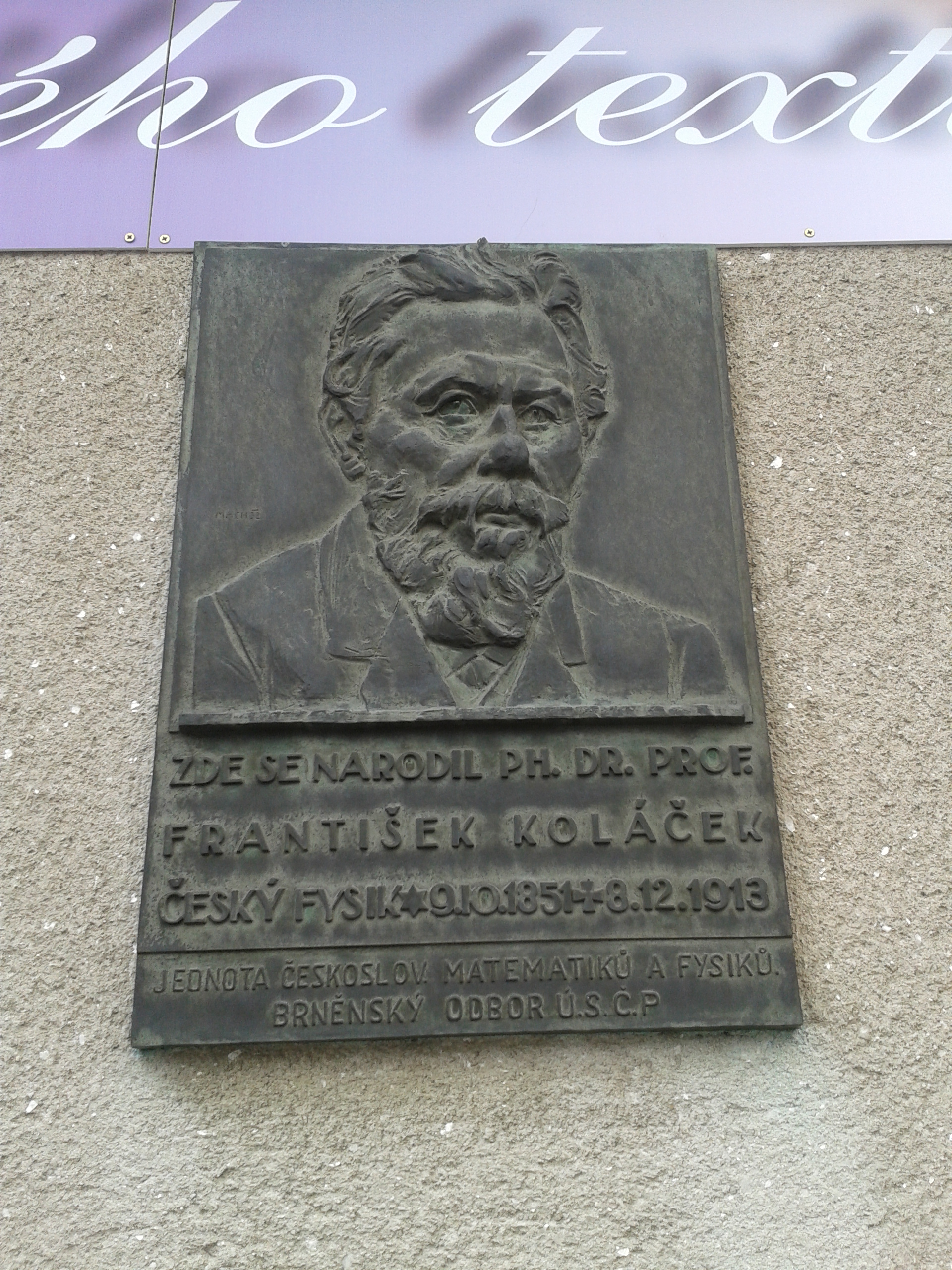
Koláčkova pamětní deska v jeho rodném městě

Narodil se jako jediné dítě Kláře (roz. Karlická) a radnímu města Slavkova Janu Koláčkovi (v letech 1851-1861 starosta města, který zavedl českou řeč v městském úřadě). V devíti letech Fr. Koláček vstoupil na německé gymnázium v Brně, které úspěšně dokončil maturitní zkouškou v roce 1868. Poté rok studoval na pražské univerzitě. Státní zkoušku složil v roce 1872 na univerzitě ve Vídni, na které získal aprobaci učitele matematiky a fyziky pro vyšší gymnázia v jazyce českém i německém. Doktorát z filozofie získal v roce 1877 na pražské univerzitě. Po ročním suplování na německém gymnáziu v Brně, se stal profesorem na Slovanském gymnáziu. V roce 1882 habilitoval na německé technice v Brně. Docentury se vzdal po dvou letech. Během svého působení v Brně byl několikrát navrhován na místo řádným profesorem matematické fyziky na české univerzitě v Praze. Řádným profesorem byl jmenován až po smrti prof. Augusta Seydlera v roce 1891. V roce 1900 se vrátil do Brna jako profesor experimentální fyziky na českou techniku, na které se snažil vybudovat co nejlepší vědecké prostředí. Po dvou letech byl znovu jmenován do Prahy, kde nakonec zůstal. V Brně jej vystřídal Vladimír Novák.
Zemřel na srdeční mrtvici.

### Rodinný život
S manželkou Aloisií měl dceru Hermínu a syna Františka, který se v roce 1918 stal profesorem geografie na Masarykově univerzitě v Brně.

## Vědecká činnost

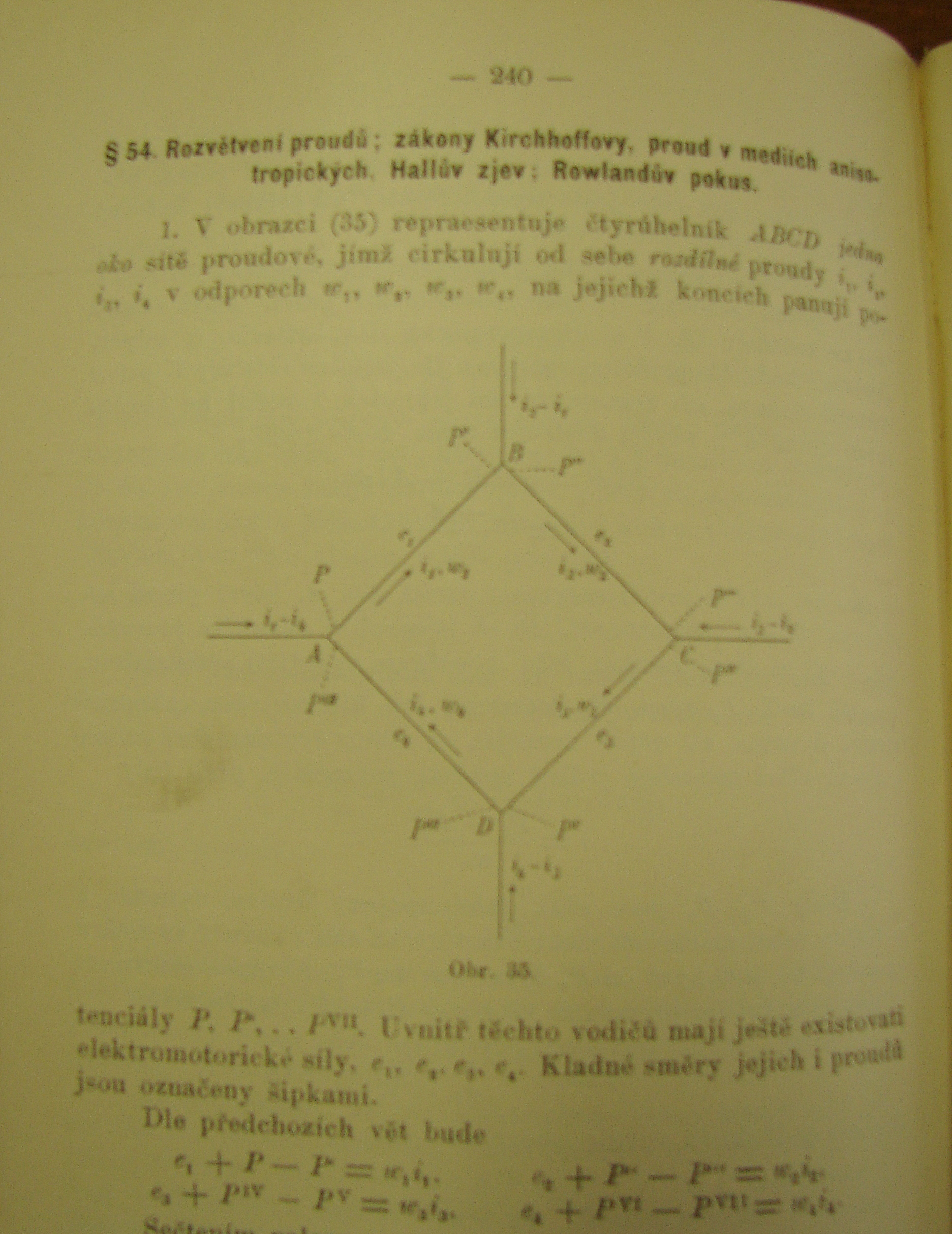
Ukázka z Koláčkovy knihy o elektřině a magnetismu

Zabýval se optikou, termodynamikou, akustikou, hydrodynamikou a teorií elektromagnetického vlnění. Nové poznatky uplatňoval v praxi. Své matematické schopnosti využil ve své práci pojednávající o teorii Lummerově planparalelní desce, ale i v práci o magnetostrikci a jevech s ní souvisejících, v níž se F. Koláčkovi podařilo tento jev obecně vyřešit i v souhlasu s pozorováním.
Jeho žák František Záviška, shrnul jeho vědeckou práci takto:
| „                   | Fr. Koláček také první upozornil na důležitý a nyní všeobecně uznávaný důsledek elektromagnetické teorie světla, že totiž starý spor mezi teorií Fresnelovou a Neumannovou o to, je-li kmitová rovina vektoru světelného k rovině polarizační kolmá nebo s ní paralelní, ze stanoviska teorie elektromagnetické nemá smysl, poněvadž ta má vektory dva, elektrickou sílu, resp. indukci, která je identická s vektorem Fresnelovým, a magnetickou sílu, jež opět odpovídá vektoru Neumannovu. Každá změna elektrické síly je doprovázena změnou magnetické síly a naopak; oba vektory vystupují tedy současně, jsou také vždy k sobě kolmé a k popisu optických dějů se hodí stejně. Tím tedy ukončil spor, jehož řešení bylo dlouho marně hledáno. Koláčkovy zásluhy v tomto směru zdůrazňuje sám G. L. Hertz. | “ |
| — František Záviška | |   |

## Členství
- mimořádný člen České akademie věd a umění (1894), o rok později řádný člen
- řádný člen Královské české společnosti nauk
- čestný člen Jednoty českých matematiků a fyziků[9].